# Championnat d'Europe féminin de volley-ball des moins de 20 ans 2008
Navigation
France 2006 Serbie 2010
Le 21e championnat d'Europe de volley-ball féminin des moins de 20 ans (Juniors) s'est déroulé du 5 au 13 septembre 2008 à Foligno et Pérouse en Italie.

## Équipes qualifiées
| - Italie (Pays Organisateur) - Croatie (2e Championnat d'Europe 2006) - Ukraine (3e Championnat d'Europe 2006) - Russie (4e Championnat d'Europe 2006) - Serbie (1er Groupe A TQCE) - Turquie (1er Groupe B TQCE) | - Pologne (1er Groupe C TQCE) - Allemagne (1er Groupe D TQCE) - Belgique (1er Groupe E TQCE) - Tchéquie (2e Groupe E TQCE) - Pays-Bas (1er Groupe F TQCE) - France (2e Groupe F TQCE) |

## Déroulement de la compétition

### Tour préliminaire

#### Composition des poules
| Poule 1                                                           | Poule 2                                                      |
| ----------------------------------------------------------------- | ------------------------------------------------------------ |
| Site : Foligno Italie Ukraine Turquie Allemagne Pays-Bas Tchéquie | Site : Pérouse Croatie Russie Pologne Serbie Belgique France |

#### Poule 1
| No | Équipe    | Points | Matches | Matches | Matches | Sets | Sets   | Sets  | Points | Points | Points |
| No | Équipe    | Points | joués   | gagnés  | perdus  | pour | contre | Ratio | pour   | contre | Ratio  |
| -- | --------- | ------ | ------- | ------- | ------- | ---- | ------ | ----- | ------ | ------ | ------ |
| 1  | Italie    | 10     | 5       | 5       | 0       | 15   | 3      | 5.000 | 444    | 377    | 1.178  |
| 2  | Turquie   | 9      | 5       | 4       | 1       | 13   | 5      | 2.600 | 434    | 397    | 1.093  |
| 3  | Allemagne | 8      | 5       | 3       | 2       | 11   | 7      | 1.571 | 407    | 358    | 1.137  |
| 4  | Ukraine   | 7      | 5       | 2       | 3       | 6    | 12     | 0.500 | 372    | 411    | 0.905  |
| 5  | Tchéquie  | 6      | 5       | 1       | 4       | 6    | 14     | 0.429 | 403    | 461    | 0.874  |
| 6  | Pays-Bas  | 5      | 5       | 0       | 5       | 5    | 15     | 0.333 | 432    | 488    | 0.885  |

#### Poule 2
| No | Équipe   | Points | Matches | Matches | Matches | Sets | Sets   | Sets  | Points | Points | Points |
| No | Équipe   | Points | joués   | gagnés  | perdus  | pour | contre | Ratio | pour   | contre | Ratio  |
| -- | -------- | ------ | ------- | ------- | ------- | ---- | ------ | ----- | ------ | ------ | ------ |
| 1  | Russie   | 10     | 5       | 5       | 0       | 15   | 4      | 3.750 | 464    | 393    | 1.181  |
| 2  | Serbie   | 9      | 5       | 4       | 1       | 13   | 4      | 3.250 | 407    | 351    | 1.160  |
| 3  | Pologne  | 8      | 5       | 3       | 2       | 10   | 9      | 1.111 | 435    | 437    | 0.995  |
| 4  | Belgique | 7      | 5       | 2       | 3       | 7    | 9      | 0.778 | 355    | 374    | 0.949  |
| 5  | France   | 6      | 5       | 1       | 4       | 6    | 12     | 0.500 | 392    | 425    | 0.922  |
| 6  | Croatie  | 5      | 5       | 0       | 5       | 2    | 15     | 0.133 | 331    | 404    | 0.819  |

### Tour final

#### Classement 5-8
|  | Tour de classement                                    | Tour de classement                                    |           |   | 5e place                                        | 5e place                                        |
|  | Tour de classement                                    | Tour de classement                                    |           |   | 5e place                                        | 5e place                                        |
|  |                                                       |                                                       |           |   |                                                 |                                                 |
|  | Foligno, 12 septembre (21-25 22-25 25-18 25-20 15-10) | Foligno, 12 septembre (21-25 22-25 25-18 25-20 15-10) |           |   | Foligno, 13 septembre (16-25 25-19 26-24 25-21) | Foligno, 13 septembre (16-25 25-19 26-24 25-21) |
|  | Foligno, 12 septembre (21-25 22-25 25-18 25-20 15-10) | Foligno, 12 septembre (21-25 22-25 25-18 25-20 15-10) |           |   | Foligno, 13 septembre (16-25 25-19 26-24 25-21) | Foligno, 13 septembre (16-25 25-19 26-24 25-21) |
|  | Allemagne                                             | 3                                                     |           |   | Foligno, 13 septembre (16-25 25-19 26-24 25-21) | Foligno, 13 septembre (16-25 25-19 26-24 25-21) |
|  | Allemagne                                             | 3                                                     |           |   | Foligno, 13 septembre (16-25 25-19 26-24 25-21) | Foligno, 13 septembre (16-25 25-19 26-24 25-21) |
|  | Belgique                                              | 2                                                     |           |   | Foligno, 13 septembre (16-25 25-19 26-24 25-21) | Foligno, 13 septembre (16-25 25-19 26-24 25-21) |
|  | Belgique                                              | 2                                                     | Allemagne | 3 |                                                 |                                                 |
|  | Foligno, 12 septembre (18-25 25-23 26-28 22-25)       |                                                       | Allemagne | 3 |                                                 |                                                 |
|  |                                                       | Pologne                                               | 1         |   |                                                 |                                                 |
|  | Ukraine                                               | Pologne                                               | 1         | 1 |                                                 |                                                 |
|  | Ukraine                                               |                                                       |           | 1 |                                                 |                                                 |
|  | Pologne                                               | 3                                                     |           |   |                                                 |                                                 |
|  | Pologne                                               | 3                                                     | 7e place  |   |                                                 |                                                 |
|  |                                                       |                                                       |           |   |                                                 |                                                 |
|  | Foligno, 13 septembre (25-10 25-21 25-14)             |                                                       |           |   |                                                 |                                                 |
|  |                                                       |                                                       |           |   |                                                 |                                                 |
|  | Belgique                                              | 3                                                     |           |   |                                                 |                                                 |
|  | Belgique                                              | 3                                                     |           |   |                                                 |                                                 |
|  | Ukraine                                               | 0                                                     |           |   |                                                 |                                                 |
|  | Ukraine                                               | 0                                                     |           |   |                                                 |                                                 |

#### Classement 1-4
|  | Demi-finales                                          | Demi-finales                              |                        |   | Finale                                    | Finale                                    |
|  | Demi-finales                                          | Demi-finales                              |                        |   | Finale                                    | Finale                                    |
|  |                                                       |                                           |                        |   |                                           |                                           |
|  | Foligno, 12 septembre (25-21 25-22 25-19)             | Foligno, 12 septembre (25-21 25-22 25-19) |                        |   | Foligno, 13 septembre (25-12 25-20 25-15) | Foligno, 13 septembre (25-12 25-20 25-15) |
|  | Foligno, 12 septembre (25-21 25-22 25-19)             | Foligno, 12 septembre (25-21 25-22 25-19) |                        |   | Foligno, 13 septembre (25-12 25-20 25-15) | Foligno, 13 septembre (25-12 25-20 25-15) |
|  | Italie                                                | 3                                         |                        |   | Foligno, 13 septembre (25-12 25-20 25-15) | Foligno, 13 septembre (25-12 25-20 25-15) |
|  | Italie                                                | 3                                         |                        |   | Foligno, 13 septembre (25-12 25-20 25-15) | Foligno, 13 septembre (25-12 25-20 25-15) |
|  | Serbie                                                | 0                                         |                        |   | Foligno, 13 septembre (25-12 25-20 25-15) | Foligno, 13 septembre (25-12 25-20 25-15) |
|  | Serbie                                                | 0                                         | Italie                 | 3 |                                           |                                           |
|  | Foligno, 12 septembre (21-25 25-21 20-25 25-23 11-15) |                                           | Italie                 | 3 |                                           |                                           |
|  |                                                       | Russie                                    | 0                      |   |                                           |                                           |
|  | Turquie                                               | Russie                                    | 0                      | 2 |                                           |                                           |
|  | Turquie                                               |                                           |                        | 2 |                                           |                                           |
|  | Russie                                                | 3                                         |                        |   |                                           |                                           |
|  | Russie                                                | 3                                         | Match pour la 3e place |   |                                           |                                           |
|  |                                                       |                                           |                        |   |                                           |                                           |
|  | Foligno, 13 septembre (25-16 19-25 18-25 21-25)       |                                           |                        |   |                                           |                                           |
|  |                                                       |                                           |                        |   |                                           |                                           |
|  | Serbie                                                | 1                                         |                        |   |                                           |                                           |
|  | Serbie                                                | 1                                         |                        |   |                                           |                                           |
|  | Turquie                                               | 3                                         |                        |   |                                           |                                           |
|  | Turquie                                               | 3                                         |                        |   |                                           |                                           |

## Classement final
| Place              | Équipe    |
| ------------------ | --------- |
| Médaille d'or      | Italie    |
| Médaille d'argent  | Russie    |
| Médaille de bronze | Turquie   |
| 4                  | Serbie    |
| 5                  | Allemagne |
| 6                  | Pologne   |
| 7                  | Belgique  |
| 8                  | Ukraine   |
| 9                  | France    |
| 10                 | Tchéquie  |
| 11                 | Pays-Bas  |
| 12                 | Croatie   |

## Distinctions individuelles
- Meilleure joueuse (MVP) : Naz Aydemir
- Meilleure marqueuse : Anna Kiseleva
- Meilleure attaquante : Laura Partenio
- Meilleure serveuse : Ekaterina Bogacheva
- Meilleure contreuse : Marina Zambelli
- Meilleure passeuse : Olga Efimova
- Meilleure libero : Immacolata Sirressi
- Meilleure réceptionneuse : Serpil Ersari